# Mark Rutte
Mark Rutte (wym. [ˈmɑrk ˈrʏtə]; ur. 14 lutego 1967 w Hadze) – holenderski polityk, parlamentarzysta, w latach 2006–2023 lider Partii Ludowej na rzecz Wolności i Demokracji (VVD), w latach 2010–2024 premier Holandii, od 2024 sekretarz generalny NATO.

## Życiorys

### Działalność zawodowa, partyjna i parlamentarna
W 1984 został absolwentem szkoły średniej, a w 1992 ukończył historię na Uniwersytecie w Lejdzie. Studia łączył z działalnością w Jongeren Organisatie „Vrijheid en Democratie”, organizacji młodzieżowej VVD, której był przewodniczącym w latach 1988–1991.
W latach 1992–1997 i 2000–2002 był menedżerem ds. zasobów ludzkich w koncernie Unilever, od 1997 do 2000 zatrudniony w Van den Bergh Nederland, spółce powiązanej z poprzednim pracodawcą, w 2002 był dyrektorem ds. zasobów ludzkich w IgloMora Groep, również spółce córce Unilevera.
22 lipca 2002 został mianowany sekretarzem stanu spraw społecznych i pracy w pierwszym gabinecie Jan Petera Balkenendego. Stanowisko zajmował do 17 czerwca 2004, również w drugim rządzie tego premiera. W 2003 po raz pierwszy wybrany w skład Tweede Kamer, niższej izby Stanów Generalnych. 17 czerwca 2004 został sekretarzem stanu ds. szkolnictwa wyższego i nauki. W marcu 2006 aktywnie uczestniczył w kampanii VVD w czasie wyborów lokalnych.
31 maja 2006 na zjeździe Partii Ludowej na rzecz Wolności i Demokracji został wybrany na nowego lidera ugrupowania, zdobywając 51,5% głosów delegatów. 27 czerwca 2006 zrezygnował ze stanowiska sekretarza stanu, po czym powrócił do pełnienia mandatu deputowanego. Został przewodniczącym frakcji poselskiej VVD w Tweede Kamer. W wyborach parlamentarnych w listopadzie 2006 Partia Ludowa na rzecz Wolności i Demokracji zajęła pod jego przewodnictwem czwarte miejsce i znalazła się w opozycji. Mark Rutte jako lider listy wyborczej (lijsttrekker) ponownie uzyskał mandat poselski, który utrzymywał w 2010, 2012, 2017 i 2021.

### Premier
W wyborach parlamentarnych w czerwcu 2010 VVD odniosła zwycięstwo, zdobywając 31 mandatów w parlamencie. Markowi Rutte jako liderowi zwycięskiego ugrupowania przypadła rola sformowania nowego gabinetu. W czasie kampanii wyborczej jego partia opowiadała się za zdecydowanymi cięciami wydatków publicznych (co najmniej 20 mld euro w ciągu 4 lat), ograniczaniem wydatków na administrację, podniesieniem wieku emerytalnego i redukcją zasiłków dla imigrantów.
9 sierpnia 2010 VVD podjęła rozmowy koalicyjne z Apelem Chrześcijańsko-Demokratycznym (CDA) oraz Partią Wolności (PVV). Załamały się one jednak na początku września, po miesiącu negocjacji, na skutek sprzeciwu części członków CDA wobec niektórych postulatów PVV, które uznali za zbyt radykalne. 29 września 2010 trzy strony uzgodniły jednak porozumienie na rzecz utworzenia mniejszościowego rządu na czele z Markiem Ruttem, złożonego z członków VVD oraz CDA i wspieranego w parlamencie przez PVV. Porozumienie przewidywało ograniczenie wydatków budżetowych o 18 miliardów euro do 2013, zwiększenie liczby funkcjonariuszy policji, zaostrzenie przepisów imigracyjnych oraz wprowadzenie w kraju zakazu noszenia burek w miejscach publicznych. 2 października 2010 podczas partyjnej konwencji porozumienie koalicyjne ostatecznie zaakceptowali przedstawiciele CDA. 7 października 2010 królowa Beatrycze powierzyła liderowi VVD funkcję formatora celem utworzenia gabinetu. Rząd został zaprzysiężony przez królową 14 października 2010. W jego skład obok premiera weszło 11 ministrów (5 z VVD i 6 z CDA).
23 kwietnia 2012 Mark Rutte podał się wraz z gabinetem do dymisji na skutek załamania się rozmów koalicji rządzącej z PVV w sprawie redukcji deficytu budżetowego i ustalenia pakietu oszczędnościowego. Na prośbę królowej jego rząd pozostał u władzy do czasu rozpisania przyśpieszonych wyborów, które odbyły się we wrześniu 2012. Wybory te ponownie zostały wygrane przez VVD, partia ta zdobyła 41 miejsc w 150-osobowej Tweede Kamer. Tym razem liberałowie zdecydowali się na większościową koalicję z Partią Pracy (PvdA). 5 listopada 2012 drugi rząd na czele z Markiem Ruttem został zaprzysiężony. W gabinecie poza premierem znalazło się po 6 ministrów z każdego ugrupowania.
W wyborach z marca 2017 ugrupowanie Marka Ruttego utraciło 8 z 41 mandatów, jednak po raz trzeci z rzędu odniosło wyborcze zwycięstwo Do uzyskania nowej większości 76 miejsc w Tweede Kamer konieczne było zawarcie koalicji przez co najmniej cztery partie. Początkowo rozmowy nad powołaniem nowego rządu dotychczasowego premiera prowadziły VVD, CDA, D66 i Zielona Lewica (GL), zakończyły się one jednak niepowodzeniem w maju. Miejsce GL w negocjacjach zajęła wówczas Unia Chrześcijańska (CU). Rozmowy podjęto w czerwcu, wznowiono po kilkutygodniowej przerwie w sierpniu. 9 października ogłoszono zawarcie porozumienia o utworzeniu koalicji rządowej obejmującej VVD, CDA, D66 i CU. Proponowany skład rządu ogłoszono około dziesięciu dni później. Trzeci gabinet Marka Ruttego został zaprzysiężony i rozpoczął urzędowanie 26 października 2017.
15 stycznia 2021 Mark Rutte podał swój rząd do dymisji. Motywował to przyjęciem politycznej odpowiedzialności za nieprawidłowe działanie organów administracji skarbowej, które od 2012 bezzasadnie oskarżyły wiele rodzin o wyłudzanie zasiłków na dzieci. Zadeklarował pozostanie na czele gabinetu do czasu wyłonienia nowego rządu po zaplanowanych na marzec 2021 wyborach, a także pozostanie liderem VVD i ponownym kandydatem swojej partii na premiera. W wyborach tych jego ugrupowanie ponownie zajęło pierwsze miejsce (34 mandaty). Negocjacje nad nową koalicją trwały przez szereg miesięcy. Ostatecznie VVD, CDA, D66 i CU zdecydowały się na odnowienie porozumienia, w konsekwencji 10 stycznia 2022 powstał czwarty rząd Marka Ruttego. Koalicja rozpadła się w związku z niemożnością uzyskania porozumienia co do polityki azylowej; 7 lipca 2023 premier ogłosił dymisję gabinetu. 10 lipca tego samego roku ogłosił rezygnację z aktywności politycznej. W sierpniu tego samego roku na funkcji lidera politycznego VVD zastąpiła go Dilan Yeşilgöz-Zegerius.
W czerwcu 2024 został kandydatem na sekretarza generalnego NATO. W tym samym miesiącu został wybrany na to stanowisko z kadencją od października 2024.
Funkcję premiera Holandii sprawował do 2 lipca 2024, gdy kilka miesięcy po wyborach z listopada 2023 został powołany nowy gabinet, na czele którego stanął Dick Schoof. Zgodnie z wcześniejszymi ustaleniami 1 października 2024 rozpoczął urzędowanie na stanowisku sekretarza generalnego NATO.

## Odznaczenia
- Krzyż Wielki Orderu Lwa Niderlandzkiego (2024)[35]
- Order Australii II klasy (Australia, 2019)[36]
- Krzyż Wielki Orderu Zasługi Republiki Włoskiej (Włochy, 2022)[37]
- Order Księcia Jarosława Mądrego I klasy (Ukraina, 2023)[38]